# 2014 w grach komputerowych
| Skróty platform | Skróty platform                                  |
| --------------- | ------------------------------------------------ |
| DC              | Dreamcast                                        |
| Droid           | Android                                          |
| DS              | Nintendo DS                                      |
| GB              | Game Boy                                         |
| GBA             | Game Boy Advance                                 |
| GBC             | Game Boy Color                                   |
| GCN             | GameCube                                         |
| iOS             | iOS                                              |
| Lin             | komputer osobisty z systemem operacyjnym Linux   |
| Mac             | komputer osobisty Mac                            |
| N64             | Nintendo 64                                      |
| NS              | Nintendo Switch                                  |
| PC              | komputer osobisty                                |
| PS1             | PlayStation                                      |
| PS2             | PlayStation 2                                    |
| PS3             | PlayStation 3                                    |
| PS4             | PlayStation 4                                    |
| PS5             | PlayStation 5                                    |
| PSP             | PlayStation Portable                             |
| PSVita          | PlayStation Vita                                 |
| Wii             | Wii                                              |
| WiiU            | Wii U                                            |
| Win             | komputer osobisty z systemem operacyjnym Windows |
| X360            | Xbox 360                                         |
| XONE            | Xbox One                                         |
| Xbox            | Xbox                                             |
| XSX             | Xbox Series                                      |

Artykuł opisuje ważne wydarzenia w 2014 roku w branży gier komputerowych. Zobacz też: historia gier komputerowych.

## Wydarzenia
| Miesiąc     | Dzień | Wydarzenie                                                       |
| ----------- | ----- | ---------------------------------------------------------------- |
| Marzec      | 17–21 | Game Developers Conference 2014 w San Francisco.                 |
| Marzec      | 28–30 | Rezzed 2014 w NEC Birmingham.                                    |
| Kwiecień    | 11–13 | PAX East 2014 w Boston Convention and Exhibition Center.         |
| Kwiecień    | 12–13 | Midwest Gaming Classic 2014 w Brookfield.                        |
| Czerwiec    | 10–12 | E3 2014 w Los Angeles Convention Center.                         |
| Lipiec      | 24–27 | San Diego Comic-Con International w San Diego Convention Center. |
| Sierpień    | 13–17 | gamescom 2014 w Kolonii.                                         |
| Wrzesień    | 18–21 | Tokyo Game Show 2014 w Tokio.                                    |
| Wrzesień    | 25–28 | EGX London 2014 w Londynie.                                      |
| Październik | 31–2  | PAX Australia 2014 w Melbourne Exhibition Centre.                |
| Listopad    | 31–2  | PAX Australia 2014 w Melbourne Exhibition Centre.                |

## Wydane gry

### Styczeń–marzec
| Miesiąc       | Dzień | Tytuł                                          | Platforma                                     | Źródło |
| ------------- | ----- | ---------------------------------------------- | --------------------------------------------- | ------ |
| S T Y C Z E Ń | 2     | Sonic & All-Stars Racing Transformed           | iOS, Android                                  | [ 1 ]  |
| S T Y C Z E Ń | 7     | Don’t Starve: Console Edition                  | PS4                                           | [ 2 ]  |
| S T Y C Z E Ń | 9     | Metal Gear Rising: Revengeance                 | Win                                           | [ 3 ]  |
| S T Y C Z E Ń | 15    | Assassin’s Creed III: Liberation HD            | Win, PS3, X360                                | [ 4 ]  |
| S T Y C Z E Ń | 15    | Final Fantasy VI                               | Android                                       | [ 5 ]  |
| S T Y C Z E Ń | 21    | Deus Ex: The Fall                              | Android                                       | [ 6 ]  |
| S T Y C Z E Ń | 23    | Might & Magic X: Legacy                        | Win                                           | [ 7 ]  |
| S T Y C Z E Ń | 24    | Dragon Ball Z: Battle of Z                     | PS3, PSVita, X360                             | [ 8 ]  |
| S T Y C Z E Ń | 28    | Broken Age – Epizod 1                          | Win, Mac, Lin, iOS, Android, Ouya             | [ 9 ]  |
| S T Y C Z E Ń | 30    | Octodad: Dadliest Catch                        | Win                                           | [ 10 ] |
| S T Y C Z E Ń | 31    | Loadout                                        | Win                                           | [ 11 ] |
| S T Y C Z E Ń | 31    | Tomb Raider: Edycja Ostateczna                 | PS4, XONE                                     | [ 12 ] |
| L U T Y       | 4     | Fable Anniversary                              | X360                                          | [ 13 ] |
| L U T Y       | 4     | The Wolf Among Us – Smoke and Mirrors          | Win, Mac                                      | [ 14 ] |
| L U T Y       | 5     | Outlast                                        | PS4                                           | [ 15 ] |
| L U T Y       | 5     | The Wolf Among Us – Smoke and Mirrors          | PS3, X360                                     | [ 14 ] |
| L U T Y       | 6     | Final Fantasy VI                               | iOS                                           | [ 16 ] |
| L U T Y       | 7     | Lego Przygoda gra wideo                        | Win, PSVita, PS3, PS4, X360, XONE, Wii U, 3DS | [ 17 ] |
| L U T Y       | 7     | Jazzpunk                                       | Windows, Mac OS, Linux                        | [ 18 ] |
| L U T Y       | 11    | One Piece: Romance Dawn                        | 3DS                                           | [ 19 ] |
| L U T Y       | 12    | World of Tanks                                 | X360                                          | [ 20 ] |
| L U T Y       | 14    | Danganronpa: Trigger Happy Havoc               | PSVita                                        | [ 21 ] |
| L U T Y       | 14    | Lightning Returns: Final Fantasy XII           | PS3, X360                                     | [ 22 ] |
| L U T Y       | 14    | The Last of Us: Left Behind                    | PS3                                           | [ 23 ] |
| L U T Y       | 14    | Toukiden                                       | PSP, PSVita                                   | [ 24 ] |
| L U T Y       | 21    | Donkey Kong Country: Tropical Freeze           | Wii U                                         | [ 25 ] |
| L U T Y       | 21    | Earth Defense Force 2025                       | PS3, X360                                     | [ 26 ] |
| L U T Y       | 25    | Thief                                          | Win, PS3, PS4, X360, XONE                     | [ 27 ] |
| L U T Y       | 27    | Plants vs. Zombies: Garden Warfare             | X360, XONE                                    | [ 28 ] |
| L U T Y       | 28    | Castlevania: Lords of Shadow 2                 | Win, PS3, X360                                | [ 29 ] |
| L U T Y       | 28    | Professor Layton and the Azran Legacy          | 3DS                                           | [ 30 ] |
| L U T Y       | 28    | Rayman Legends                                 | PS4, XONE                                     | [ 31 ] |
| L U T Y       | 28    | Tales of Symphonia Chronicles                  | PS3                                           | [ 32 ] |
| M A R Z E C   | 4     | The Walking Dead: Season Two – A House Divided | Win, Mac                                      | [ 33 ] |
| M A R Z E C   | 5     | The Walking Dead: Season Two – A House Divided | X360                                          | [ 33 ] |
| M A R Z E C   | 6     | South Park: Kijek Prawdy                       | Win, PS3, X360                                | [ 34 ] |
| M A R Z E C   | 6     | The Walking Dead: Season Two – A House Divided | iOS                                           | [ 33 ] |
| M A R Z E C   | 11    | Hearthstone: Heroes of Warcraft                | Win, Mac                                      | [ 35 ] |
| M A R Z E C   | 12    | The Walking Dead: Season Two – A House Divided | PS3                                           | [ 36 ] |
| M A R Z E C   | 13    | Titanfall                                      | Win, PS3, X360                                | [ 37 ] |
| M A R Z E C   | 14    | Dark Souls II                                  | PS3, X360                                     | [ 38 ] |
| M A R Z E C   | 18    | Deus Ex: The Fall                              | Win                                           | [ 39 ] |
| M A R Z E C   | 21    | Yaiba: Ninja Gaiden Z                          | Win                                           | [ 40 ] |
| M A R Z E C   | 21    | Final Fantasy X-2 HD Remaster                  | PS3, PSVita                                   | [ 41 ] |
| M A R Z E C   | 21    | inFamous: Second Son                           | PS4                                           | [ 42 ] |
| M A R Z E C   | 21    | Metal Gear Solid V: Ground Zeroes              | PS3, PS4, X360, XONE                          | [ 43 ] |
| M A R Z E C   | 21    | The Witch and the Hundred Knight               | PS3                                           | [ 44 ] |
| M A R Z E C   | 24    | Betrayer                                       | PC                                            | [ 45 ] |
| M A R Z E C   | 25    | BioShock Infinite: Burial at Sea – Episode Two | Win, PS3, X360                                | [ 46 ] |
| M A R Z E C   | 25    | BlazBlue: Chronophantasma                      | PS3                                           | [ 47 ] |
| M A R Z E C   | 25    | Diablo III: Reaper of Souls                    | Win, Mac                                      | [ 48 ] |
| M A R Z E C   | 25    | Smite                                          | Win                                           | [ 49 ] |

### Kwiecień–czerwiec
| Miesiąc         | Dzień | Tytuł                                               | Platforma                                    | Źródło  |
| --------------- | ----- | --------------------------------------------------- | -------------------------------------------- | ------- |
| K W I E C I E Ń | 1     | Batman: Arkham Origins Blackgate                    | Win, PS3, X360, WiiU                         | [ 50 ]  |
| K W I E C I E Ń | 1     | Goat Simulator                                      | Win                                          | [ 51 ]  |
| K W I E C I E Ń | 1     | Mercenary Kings                                     | PS4                                          | [ 52 ]  |
| K W I E C I E Ń | 1     | MLB 14: The Show                                    | PS3, PSVita                                  | [ 53 ]  |
| K W I E C I E Ń | 1     | Ragnarok Odyssey Ace                                | PS3, PSVita                                  | [ 54 ]  |
| K W I E C I E Ń | 3     | FTL: Advanced Edition                               | iOS                                          | [ 55 ]  |
| K W I E C I E Ń | 3     | Monument Valley                                     | iOS                                          | [ 56 ]  |
| K W I E C I E Ń | 4     | Half-Minute Hero: The Second Coming                 | Win                                          | [ 57 ]  |
| K W I E C I E Ń | 4     | The Elder Scrolls Online                            | Win, Mac                                     | [ 58 ]  |
| K W I E C I E Ń | 8     | Kinect Sports Rivals                                | XONE                                         | [ 59 ]  |
| K W I E C I E Ń | 8     | Lego: The Hobbit                                    | Win, PSVita, PS3, PS4, X360, XONE, WiiU, 3DS | [ 60 ]  |
| K W I E C I E Ń | 8     | Strike Suit Zero: Director’s Cut                    | PS4, XONE                                    | [ 61 ]  |
| K W I E C I E Ń | 8     | The Wolf Among Us – A Crooked Mile                  | Win, Mac, PS3                                | [ 62 ]  |
| K W I E C I E Ń | 8     | Titanfall                                           | X360                                         | [ 63 ]  |
| K W I E C I E Ń | 9     | The Wolf Among Us – A Crooked Mile                  | X360                                         | [ 62 ]  |
| K W I E C I E Ń | 10    | RollerCoaster Tycoon 4 Mobile                       | iOS                                          | [ 64 ]  |
| K W I E C I E Ń | 10    | The Wolf Among Us – A Crooked Mile                  | iOS                                          | [ 65 ]  |
| K W I E C I E Ń | 10    | Tom Clancy’s Ghost Recon Phantoms                   | Win                                          | [ 66 ]  |
| K W I E C I E Ń | 10    | Trials Frontier                                     | iOS                                          | [ 67 ]  |
| K W I E C I E Ń | 11    | Disney Magical World                                | 3DS                                          | [ 68 ]  |
| K W I E C I E Ń | 11    | Football Manager Classic 2014                       | PSVita                                       | [ 69 ]  |
| K W I E C I E Ń | 14    | Final Fantasy XIV: A Realm Reborn                   | PS4                                          | [ 70 ]  |
| K W I E C I E Ń | 15    | 2014 FIFA World Cup Brazil                          | PS3, X360                                    | [ 71 ]  |
| K W I E C I E Ń | 15    | Conception II: Children of the Seven Stars          | PSVita, 3DS                                  | [ 72 ]  |
| K W I E C I E Ń | 15    | Dead Nation: Apocalypse Edition                     | PSVita                                       | [ 73 ]  |
| K W I E C I E Ń | 15    | Deus Ex: Human Revolution – Director’s Cut          | Mac                                          | [ 74 ]  |
| K W I E C I E Ń | 15    | Moebius: Empire Rising                              | Win, Mac                                     | [ 75 ]  |
| K W I E C I E Ń | 15    | No Heroes Allowed: No Puzzles Either                | PSVita                                       | [ 76 ]  |
| K W I E C I E Ń | 15    | Pure Chess                                          | PS4                                          | [ 77 ]  |
| K W I E C I E Ń | 15    | War of the Vikings                                  | Win                                          | [ 78 ]  |
| K W I E C I E Ń | 16    | Hearthstone: Heroes of Warcraft                     | iOS                                          | [ 79 ]  |
| K W I E C I E Ń | 16    | Trials Fusion                                       | X360, XONE, PS4                              | [ 80 ]  |
| K W I E C I E Ń | 17    | Agarest: Generations of War Zero                    | Win                                          | [ 81 ]  |
| K W I E C I E Ń | 17    | Broken Sword 5: The Serpent’s Curse – Episode 2     | Win, Lin, Mac                                | [ 82 ]  |
| K W I E C I E Ń | 17    | Baldur’s Gate: Enhanced Edition                     | Android                                      | [ 83 ]  |
| K W I E C I E Ń | 17    | Hitman Go                                           | iOS                                          | [ 84 ]  |
| K W I E C I E Ń | 17    | Secrets of Rætikon                                  | Win, Mac, Lin                                | [ 85 ]  |
| K W I E C I E Ń | 17    | Wargame: Red Dragon                                 | Win                                          | [ 86 ]  |
| K W I E C I E Ń | 22    | Demon Gaze                                          | PSVita                                       | [ 87 ]  |
| K W I E C I E Ń | 22    | Octodad: Dadliest Catch                             | PS4                                          | [ 88 ]  |
| K W I E C I E Ń | 22    | Soulcalibur: Lost Swords                            | PS3                                          | [ 89 ]  |
| K W I E C I E Ń | 22    | The Walking Dead: Season Two – All That Remains     | PSVita                                       | [ 90 ]  |
| K W I E C I E Ń | 22    | The Walking Dead: Season Two – A House Divided      | PSVita                                       | [ 90 ]  |
| K W I E C I E Ń | 22    | Warface                                             | X360                                         | [ 91 ]  |
| K W I E C I E Ń | 22    | Fract OSC                                           | Win, Mac                                     | [ 92 ]  |
| K W I E C I E Ń | 23    | XCOM: Enemy Unknown                                 | Android                                      | [ 93 ]  |
| K W I E C I E Ń | 24    | Trials Fusion                                       | Win                                          | [ 94 ]  |
| K W I E C I E Ń | 24    | Blackwell Epiphany                                  | Win                                          | [ 95 ]  |
| K W I E C I E Ń | 25    | Dark Souls II                                       | Win                                          | [ 96 ]  |
| K W I E C I E Ń | 25    | Dustforce                                           | X360                                         | [ 97 ]  |
| K W I E C I E Ń | 25    | NES Remix 2                                         | WiiU                                         | [ 98 ]  |
| K W I E C I E Ń | 29    | Daylight                                            | Win, PS4                                     | [ 99 ]  |
| K W I E C I E Ń | 29    | Gardening Mama 2: Forest Friends                    | 3DS                                          | [ 100 ] |
| K W I E C I E Ń | 29    | JoJo’s Bizarre Adventure: All Star Battle           | PS3                                          | [ 101 ] |
| K W I E C I E Ń | 29    | Yu-Gi-Oh! Millennium Duels                          | PS3                                          | [ 102 ] |
| K W I E C I E Ń | 30    | BloodRayne: Betrayal                                | Win                                          | [ 103 ] |
| K W I E C I E Ń | 30    | Child of Light                                      | Win, PS3, PS4, X360, XONE, WiiU              | [ 104 ] |
| K W I E C I E Ń | 30    | The Amazing Spider-Man 2                            | Win, PS3, PS4, X360, WiiU, 3DS, iOS, Android | [ 105 ] |
| M A J           | 1     | Botanicula                                          | iOS                                          | [ 106 ] |
| M A J           | 1     | Sir, You Are Being Hunted                           | Win, Mac, Lin                                | [ 107 ] |
| M A J           | 2     | Kirby: Triple Deluxe                                | 3DS                                          | [ 108 ] |
| M A J           | 2     | Mario Golf: World Tour                              | 3DS                                          | [ 109 ] |
| M A J           | 6     | MLB 14: The Show                                    | PS4                                          | [ 110 ] |
| M A J           | 6     | Sportsfriends                                       | PS3, PS4                                     | [ 111 ] |
| M A J           | 7     | Blade Symphony                                      | Win                                          | [ 112 ] |
| M A J           | 7     | Peggle 2                                            | X360                                         | [ 113 ] |
| M A J           | 7     | Tesla Effect: A Tex Murphy Adventure                | Win, Mac                                     | [ 114 ] |
| M A J           | 8     | Lego Marvel Super Heroes                            | Mac                                          | [ 115 ] |
| M A J           | 9     | Bound by Flame                                      | Win, PS3, PS4, X360                          | [ 116 ] |
| M A J           | 13    | Borderlands 2                                       | PSVita                                       | [ 117 ] |
| M A J           | 13    | Dynasty Warriors 8: Xtreme Legends Complete Edition | Win                                          | [ 118 ] |
| M A J           | 13    | The Walking Dead: Season Two – In Harm’s Way        | Win, Mac, PS3                                | [ 119 ] |
| M A J           | 14    | Super Time Force                                    | X360, XONE                                   | [ 120 ] |
| M A J           | 14    | The Walking Dead: Season Two – In Harm’s Way        | X360                                         | [ 121 ] |
| M A J           | 15    | BattleBlock Theater                                 | Win, Lin                                     | [ 122 ] |
| M A J           | 15    | Hitman: Absolution - Elite Edition                  | Mac                                          | [ 123 ] |
| M A J           | 15    | Table Tennis Touch                                  | iOS                                          | [ 124 ] |
| M A J           | 15    | Thomas Was Alone                                    | iOS                                          | [ 125 ] |
| M A J           | 20    | Drakengard 3                                        | PS3                                          | [ 126 ] |
| M A J           | 20    | Mugen Souls Z                                       | PS3                                          | [ 127 ] |
| M A J           | 20    | Transistor                                          | Win, PS4                                     | [ 128 ] |
| M A J           | 20    | Vertical Drop Heroes HD                             | Win, Mac                                     | [ 129 ] |
| M A J           | 20    | Wolfenstein: The New Order                          | Win, PS3, PS4, X360, XONE                    | [ 130 ] |
| M A J           | 21    | Drawn to Life                                       | iOS                                          | [ 131 ] |
| M A J           | 22    | Trials Frontier                                     | Android                                      | [ 132 ] |
| M A J           | 22    | Wiedźmin 2: Zabójcy królów Edycja Rozszerzona       | Lin                                          | [ 133 ] |
| M A J           | 23    | Distant Worlds: Universe                            | Win                                          | [ 134 ] |
| M A J           | 23    | Killer is Dead: Nightmare Edition                   | Win                                          | [ 135 ] |
| M A J           | 23    | Tropico 5                                           | Win                                          | [ 136 ] |
| M A J           | 27    | Ace Combat Infinity                                 | PS3                                          | [ 137 ] |
| M A J           | 27    | Final Fantasy III                                   | Win                                          | [ 138 ] |
| M A J           | 27    | Mind Zero                                           | PSVita                                       | [ 139 ] |
| M A J           | 27    | Monster Monpiece                                    | PSVita                                       | [ 140 ] |
| M A J           | 27    | The Wolf Among Us – In Sheep’s Clothing             | Win, Mac, PS3                                | [ 141 ] |
| M A J           | 27    | Watch Dogs                                          | Win, PS3, PS4, X360, XONE                    | [ 142 ] |
| M A J           | 28    | A Story About My Uncle                              | Win                                          | [ 143 ] |
| M A J           | 28    | Monochroma                                          | Win                                          | [ 144 ] |
| M A J           | 28    | The Wolf Among Us – In Sheep’s Clothing             | X360                                         | [ 141 ] |
| M A J           | 29    | Among the Sleep                                     | Win, Mac, Lin                                | [ 145 ] |
| M A J           | 29    | Anomaly Defenders                                   | Win                                          | [ 146 ] |
| M A J           | 29    | The Wolf Among Us – In Sheep’s Clothing             | iOS                                          | [ 141 ] |
| M A J           | 29    | TowerFall Ascension                                 | Mac, Lin                                     | [ 147 ] |
| M A J           | 30    | Astebreed                                           | Win                                          | [ 148 ] |
| M A J           | 30    | Broken Age Act 1                                    | Ouya                                         | [ 149 ] |
| M A J           | 30    | Mario Kart 8                                        | WiiU                                         | [ 150 ] |
| C Z E R W I E C | 3     | 1001 Spikes                                         | Win, PS3, PS4, X360, XONE, 3DS, WiiU         | [ 151 ] |
| C Z E R W I E C | 3     | Murdered: Soul Suspect                              | Win, PS3, PS4, X360, XONE                    | [ 152 ] |
| C Z E R W I E C | 3     | PlayStation Vita Pets                               | PSVita                                       | [ 153 ] |
| C Z E R W I E C | 3     | Worms Battlegrounds                                 | PS4, XONE                                    | [ 154 ] |
| C Z E R W I E C | 4     | Hitman Go                                           | Android                                      | [ 155 ] |
| C Z E R W I E C | 4     | Marvel Heroes 2016                                  | Win                                          | [ 156 ] |
| C Z E R W I E C | 6     | Lifeless Planet                                     | Win, Mac                                     | [ 157 ] |
| C Z E R W I E C | 6     | Tomodachi Life                                      | 3DS                                          | [ 158 ] |
| C Z E R W I E C | 10    | Civilization V                                      | Lin                                          | [ 159 ] |
| C Z E R W I E C | 10    | Enemy Front                                         | Win, PS3, X360                               | [ 160 ] |
| C Z E R W I E C | 10    | Entwined                                            | PS4                                          | [ 161 ] |
| C Z E R W I E C | 12    | Broken Age Act 1                                    | iOS                                          | [ 162 ] |
| C Z E R W I E C | 17    | Battle Princess of Arcadias                         | PS3                                          | [ 163 ] |
| C Z E R W I E C | 17    | EA Sports UFC                                       | PS4, XONE                                    | [ 164 ] |
| C Z E R W I E C | 17    | Tales from Space: Mutant Blobs Attack               | PS3                                          | [ 165 ] |
| C Z E R W I E C | 17    | Xenonauts                                           | Win                                          | [ 166 ] |
| C Z E R W I E C | 18    | Castle of Illusion Starring Mickey Mouse            | Android                                      | [ 167 ] |
| C Z E R W I E C | 18    | Tales from Space: Mutant Blobs Attack               | X360                                         | [ 168 ] |
| C Z E R W I E C | 19    | Pushmo World                                        | WiiU                                         | [ 169 ] |
| C Z E R W I E C | 19    | How to Survive                                      | WiiU                                         | [ 170 ] |
| C Z E R W I E C | 19    | Outlast                                             | XONE                                         | [ 171 ] |
| C Z E R W I E C | 19    | Pro Cycling Manager Season 2014: Le Tour de France  | Win                                          | [ 172 ] |
| C Z E R W I E C | 19    | XCOM: Enemy Unknown                                 | Lin                                          | [ 173 ] |
| C Z E R W I E C | 19    | XCOM: Enemy Within                                  | Lin                                          | [ 173 ] |
| C Z E R W I E C | 24    | Atelier Rorona Plus: The Alchemist of Arland        | PS3, PSVita                                  | [ 174 ] |
| C Z E R W I E C | 24    | BlazBlue: Chrono Phantasma                          | PSVita                                       | [ 175 ] |
| C Z E R W I E C | 24    | Company of Heroes 2 – The Western Front Armies      | Win                                          | [ 176 ] |
| C Z E R W I E C | 24    | Grid Autosport                                      | Win, PS3, X360                               | [ 177 ] |
| C Z E R W I E C | 24    | Plants vs. Zombies: Garden Warfare                  | Win                                          | [ 178 ] |
| C Z E R W I E C | 24    | Transformers: Rise of the Dark Spark                | Win, X360, XONE, PS4, PS3, WiiU, 3DS         | [ 179 ] |
| C Z E R W I E C | 24    | Valiant Hearts: The Great War                       | PS3, PS4                                     | [ 180 ] |
| C Z E R W I E C | 24    | Xblaze Code: Embryo                                 | PS3, PSVita                                  | [ 181 ] |
| C Z E R W I E C | 25    | Another World-20th Anniversary Edition              | PS3, PS4, PSVita, XONE                       | [ 182 ] |
| C Z E R W I E C | 25    | The World Ends with You                             | Android                                      | [ 183 ] |
| C Z E R W I E C | 25    | Valiant Hearts: The Great War                       | Win, X360, XONE                              | [ 184 ] |
| C Z E R W I E C | 26    | Don Bradman Cricket 14                              | Win                                          | [ 185 ] |
| C Z E R W I E C | 26    | Shovel Knight                                       | WiiU, 3DS, Win                               | [ 186 ] |
| C Z E R W I E C | 27    | Goat Simulator                                      | Mac, Lin                                     | [ 187 ] |
| C Z E R W I E C | 27    | Sniper Elite III                                    | Win                                          | [ 188 ] |
| C Z E R W I E C | 30    | Divinity: Grzech pierworodny                        | Win, Mac                                     | [ 189 ] |

### Lipiec–wrzesień
| Miesiąc         | Dzień | Tytuł                     | Platforma            | Źródło  |
| --------------- | ----- | ------------------------- | -------------------- | ------- |
| W R Z E S I E Ń | 9     | Destiny                   | PS3, PS4, X360, XONE | [ 190 ] |
| W R Z E S I E Ń | 19    | Wasteland 2               | Win                  | [ 191 ] |
| W R Z E S I E Ń | 25    | Zaginięcie Ethana Cartera | Win                  | [ 192 ] |

### Październik–grudzień
| Miesiąc               | Dzień | Tytuł                                              | Platforma                                    | Źródło  |
| --------------------- | ----- | -------------------------------------------------- | -------------------------------------------- | ------- |
| P A Ź D Z I E R N I K | 21    | Dreamfall Chapters: The Longest Journey            | Win, Mac, Lin                                | [ 193 ] |
| P A Ź D Z I E R N I K | 22    | The Legend of Korra                                | X360, XBO                                    | [ 194 ] |
| P A Ź D Z I E R N I K | 22    | IL-2 Sturmovik: Bitwa o Stalingrad                 | Win                                          | [ 195 ] |
| P A Ź D Z I E R N I K | 23    | Just Dance 2015                                    | PS3, PS4, X360, XONE, WiiU                   | [ 196 ] |
| P A Ź D Z I E R N I K | 23    | Stealth Inc 2: A Game of Clones                    | WiiU                                         | [ 197 ] |
| P A Ź D Z I E R N I K | 24    | Symulator Policji                                  | Win                                          | [ 198 ] |
| P A Ź D Z I E R N I K | 24    | Sid Meier’s Civilization: Beyond Earth             | Win                                          | [ 199 ] |
| P A Ź D Z I E R N I K | 26    | Grand Theft Auto: San Andreas                      | X360                                         | [ 200 ] |
| P A Ź D Z I E R N I K | 27    | Dungeon of the Endless                             | Win                                          | [ 201 ] |
| P A Ź D Z I E R N I K | 28    | How to Survive: Storm Warning Edition              | XBO                                          | [ 202 ] |
| P A Ź D Z I E R N I K | 28    | MX vs. ATV: Supercross                             | PS3, X360                                    | [ 203 ] |
| P A Ź D Z I E R N I K | 28    | Daedalus: No Escape                                | Win                                          | [ 204 ] |
| P A Ź D Z I E R N I K | 28    | Costume Quest 2                                    | PS3, PS4                                     | [ 205 ] |
| P A Ź D Z I E R N I K | 28    | The Unfinished Swan                                | PS4, PSVita                                  | [ 206 ] |
| P A Ź D Z I E R N I K | 28    | NBA Live 15                                        | PS4, XBO                                     | [ 207 ] |
| P A Ź D Z I E R N I K | 28    | WWE 2K15                                           | PS3, X360                                    | [ 208 ] |
| P A Ź D Z I E R N I K | 28    | Deadfall Adventures                                | PS3                                          | [ 209 ] |
| P A Ź D Z I E R N I K | 28    | Sunset Overdrive                                   | XBO                                          | [ 210 ] |
| P A Ź D Z I E R N I K | 28    | Lords of the Fallen                                | Win, PS4, XBO                                | [ 211 ] |
| P A Ź D Z I E R N I K | 29    | BlazeRush                                          | Win, PS3                                     | [ 212 ] |
| P A Ź D Z I E R N I K | 29    | Costume Quest 2                                    | X360, XONE                                   | [ 213 ] |
| P A Ź D Z I E R N I K | 30    | Costume Quest 2                                    | WiiU                                         | [ 214 ] |
| P A Ź D Z I E R N I K | 30    | Icewind Dale: Enhanced Edition                     | Win                                          | [ 215 ] |
| P A Ź D Z I E R N I K | 30    | Farming Simulator 15                               | Win                                          | [ 216 ] |
| P A Ź D Z I E R N I K | 31    | AntiSquad                                          | Win                                          | [ 217 ] |
| P A Ź D Z I E R N I K | 31    | Run Sackboy! Run!                                  | iOS                                          | [ 218 ] |
| L I S T O P A D       | 3     | Depth                                              | Win                                          | [ 219 ] |
| L I S T O P A D       | 4     | How to Survive: Storm Warning Edition              | PS4                                          | [ 220 ] |
| L I S T O P A D       | 4     | Rocksmith 2014                                     | PS4, XONE                                    | [ 221 ] |
| L I S T O P A D       | 4     | Harvest Moon 3D: The Lost Valley                   | 3DS                                          | [ 222 ] |
| L I S T O P A D       | 4     | Call of Duty: Advanced Warfare                     | Win, PS3, PS4, X360, XONE                    | [ 223 ] |
| L I S T O P A D       | 4     | The Binding of Isaac: Rebirth                      | Win, PS4, PSVita                             | [ 224 ] |
| L I S T O P A D       | 5     | Monzo                                              | Android, iOS                                 | [ 225 ] |
| L I S T O P A D       | 6     | Bitcoin Billionaire                                | Android, iOS                                 | [ 226 ] |
| L I S T O P A D       | 7     | A Bird Story                                       | Win                                          | [ 227 ] |
| L I S T O P A D       | 7     | Football Manager 2015                              | Win                                          | [ 228 ] |
| L I S T O P A D       | 7     | Tropico 5                                          | X360                                         | [ 229 ] |
| L I S T O P A D       | 10    | Five Nights at Freddy’s 2                          | Win                                          | [ 230 ] |
| L I S T O P A D       | 11    | Valkyria Chronicles                                | Win                                          | [ 231 ] |
| L I S T O P A D       | 11    | Toybox Turbos                                      | Win                                          | [ 232 ] |
| L I S T O P A D       | 11    | Assassin’s Creed: Rogue                            | PS3, X360                                    | [ 233 ] |
| L I S T O P A D       | 11    | Halo: The Master Chief Collection                  | XBO                                          | [ 234 ] |
| L I S T O P A D       | 11    | Lego Batman 3: Poza Gotham                         | Win, PS3, PS4, PSVita, X360, XONE, 3DS, WiiU | [ 235 ] |
| L I S T O P A D       | 11    | Assassin’s Creed: Unity                            | Win, PS4, XBO                                | [ 236 ] |
| L I S T O P A D       | 11    | Sonic Boom: Shattered Crystal                      | 3DS                                          | [ 237 ] |
| L I S T O P A D       | 11    | Sonic Boom: Rise of Lyric                          | WiiU                                         | [ 238 ] |
| L I S T O P A D       | 12    | Five Nights at Freddy’s 2                          | Android                                      | [ 239 ] |
| L I S T O P A D       | 12    | Chariot                                            | Win                                          | [ 240 ] |
| L I S T O P A D       | 12    | Space Hulk: Ascension                              | Win                                          | [ 241 ] |
| L I S T O P A D       | 12    | Randal’s Monday                                    | Win                                          | [ 242 ] |
| L I S T O P A D       | 13    | Tengami                                            | WiiU                                         | [ 243 ] |
| L I S T O P A D       | 13    | Pro Evolution Soccer 2015                          | Win, PS3, PS4, X360, XONE                    | [ 244 ] |
| L I S T O P A D       | 13    | Captain Toad: Treasure Tracker                     | WiiU                                         | [ 245 ] |
| L I S T O P A D       | 13    | Shape Up                                           | XBO                                          | [ 246 ] |
| L I S T O P A D       | 13    | World of Warcraft: Warlords of Draenor             | Win                                          | [ 247 ] |
| L I S T O P A D       | 14    | Lords of Xulima                                    | Win                                          | [ 248 ] |
| L I S T O P A D       | 14    | Wickland                                           | Win                                          | [ 249 ] |
| L I S T O P A D       | 14    | This War of Mine                                   | Win                                          | [ 250 ] |
| L I S T O P A D       | 18    | The Blue Flamingo                                  | Win                                          | [ 251 ] |
| L I S T O P A D       | 18    | Rollers of the Realm                               | Win, PS4, PSVita                             | [ 252 ] |
| L I S T O P A D       | 18    | Company of Heroes 2: Ofensywa w Ardenach           | Win                                          | [ 253 ] |
| L I S T O P A D       | 18    | Escape Dead Island                                 | Win, PS3, X360                               | [ 254 ] |
| L I S T O P A D       | 18    | LittleBigPlanet 3                                  | PS3, PS4                                     | [ 255 ] |
| L I S T O P A D       | 18    | Grand Theft Auto V                                 | PS4, XBO                                     | [ 256 ] |
| L I S T O P A D       | 18    | WWE 2K15                                           | PS4, XBO                                     | [ 257 ] |
| L I S T O P A D       | 18    | Far Cry 4                                          | Win, PS3, PS4, X360, XONE                    | [ 258 ] |
| L I S T O P A D       | 18    | Never Alone                                        | Win, PS4, XBO                                | [ 259 ] |
| L I S T O P A D       | 18    | Śródziemie: Cień Mordoru                           | PS3, X360                                    | [ 260 ] |
| L I S T O P A D       | 18    | Watch Dogs                                         | WiiU                                         | [ 261 ] |
| L I S T O P A D       | 18    | Dragon Age: Inkwizycja                             | Win, PS3, PS4, X360, XONE                    | [ 262 ] |
| L I S T O P A D       | 19    | The Last Door                                      | Android                                      | [ 263 ] |
| L I S T O P A D       | 20    | Five Nights at Freddy’s 2                          | iOS                                          | [ 264 ] |
| L I S T O P A D       | 21    | Pokémon Alpha Sapphire                             | 3DS                                          | [ 265 ] |
| L I S T O P A D       | 21    | Pokémon Omega Ruby                                 | 3DS                                          | [ 266 ] |
| L I S T O P A D       | 21    | Super Smash Bros.                                  | WiiU                                         | [ 267 ] |
| L I S T O P A D       | 25    | Haunted House: Cryptic Graves                      | Win                                          | [ 268 ] |
| L I S T O P A D       | 25    | Geometry Wars 3: Dimensions                        | Win, PS3, PS4                                | [ 269 ] |
| L I S T O P A D       | 25    | Tales from the Borderlands: Episode 1 – Zer0 Sum   | Win, PS3, PS4                                | [ 270 ] |
| L I S T O P A D       | 26    | Geometry Wars 3: Dimensions                        | X360, XBO                                    | [ 271 ] |
| L I S T O P A D       | 26    | Tales from the Borderlands: Episode 1 – Zer0 Sum   | XBO                                          | [ 272 ] |
| L I S T O P A D       | 27    | Wiedźmin Gra Przygodowa                            | Win, Android, iOS                            | [ 273 ] |
| L I S T O P A D       | 28    | Boom Ball for Kinect                               | XBO                                          | [ 274 ] |
| L I S T O P A D       | 28    | Symulator misji ratunkowych: Emergency 5           | Win                                          | [ 275 ] |
| G R U D Z I E Ń       | 1     | Five Nights at Freddy’s 2                          | Win Phone                                    | [ 276 ] |
| G R U D Z I E Ń       | 1     | Run Sackboy! Run!                                  | Android                                      | [ 277 ] |
| G R U D Z I E Ń       | 2     | Chivalry: Medieval Warfare                         | PS3                                          | [ 278 ] |
| G R U D Z I E Ń       | 2     | Syberia                                            | PS3                                          | [ 279 ] |
| G R U D Z I E Ń       | 2     | Lumino City                                        | Win                                          | [ 280 ] |
| G R U D Z I E Ń       | 2     | Battlefield 4: Ostateczna Rozgrywka                | Win, PS3, PS4, X360, XONE                    | [ 281 ] |
| G R U D Z I E Ń       | 2     | Game of Thrones: Episode 1 – Iron from Ice         | Win, PS4                                     | [ 282 ] |
| G R U D Z I E Ń       | 2     | Secret Ponchos                                     | PS4                                          | [ 283 ] |
| G R U D Z I E Ń       | 2     | The Crew                                           | Win, PS4, XONE                               | [ 284 ] |
| G R U D Z I E Ń       | 3     | Syberia                                            | X360                                         | [ 285 ] |
| G R U D Z I E Ń       | 3     | Game of Thrones: Episode 1 – Iron from Ice         | X360, XONE, PS3, PS4                         | [ 286 ] |
| G R U D Z I E Ń       | 3     | Chivalry: Medieval Warfare                         | X360                                         | [ 287 ] |
| G R U D Z I E Ń       | 3     | Tales from the Borderlands                         | X360                                         | [ 288 ] |
| G R U D Z I E Ń       | 3     | Teslagrad                                          | PS3, PS4                                     | [ 289 ] |
| G R U D Z I E Ń       | 3     | Shadowrun: Dragonfall                              | iOS, Android                                 | [ 290 ] |
| G R U D Z I E Ń       | 4     | Game of Thrones: Episode 1 – Iron from Ice         | iOS                                          | [ 291 ] |
| G R U D Z I E Ń       | 5     | Symulator Prac Leśnych 2015                        | Win                                          | [ 292 ] |
| G R U D Z I E Ń       | 5     | Symulator Farmy 2015                               | Win                                          | [ 293 ] |
| G R U D Z I E Ń       | 8     | Hearthstone: Heroes of Warcraft – Gobliny vs Gnomy | Win                                          | [ 294 ] |
| G R U D Z I E Ń       | 9     | Giana Sisters: Twisted Dreams                      | PS4                                          | [ 295 ] |
| G R U D Z I E Ń       | 9     | Game of Thrones: A Telltale Games Series           | PS3                                          | [ 296 ] |
| G R U D Z I E Ń       | 9     | Lara Croft and the Temple of Osiris                | Win, PS4                                     | [ 297 ] |
| G R U D Z I E Ń       | 9     | JUJU                                               | Win, PS3                                     | [ 298 ] |
| G R U D Z I E Ń       | 10    | Rock Boshers DX: Directors Cut                     | Win                                          | [ 299 ] |
| G R U D Z I E Ń       | 10    | JUJU                                               | X360                                         | [ 300 ] |
| G R U D Z I E Ń       | 10    | Lara Croft and the Temple of Osiris                | XONE                                         | [ 301 ] |
| G R U D Z I E Ń       | 10    | Coming Out on Top                                  | Microsoft Windows, Linux, macOS              | [ 302 ] |
| G R U D Z I E Ń       | 11    | The Talos Principle                                | Win                                          | [ 303 ] |
| G R U D Z I E Ń       | 11    | Final Fantasy XIII-2                               | Win                                          | [ 304 ] |
| G R U D Z I E Ń       | 11    | Scrolls                                            | Win, Android                                 | [ 305 ] |
| G R U D Z I E Ń       | 12    | Papers, Please                                     | iOS                                          | [ 306 ] |
| G R U D Z I E Ń       | 12    | Giana Sisters: Twisted Dreams                      | XONE                                         | [ 307 ] |
| G R U D Z I E Ń       | 16    | Loadout                                            | PS4                                          | [ 308 ] |
| G R U D Z I E Ń       | 16    | Elite: Dangerous                                   | Win                                          | [ 309 ] |
| G R U D Z I E Ń       | 16    | Guilty Gear Xrd – SIGN                             | PS3                                          | [ 310 ] |
| G R U D Z I E Ń       | 17    | Hearthstone: Heroes of Warcraft – Gobliny vs Gnomy | Android (tablety)                            | [ 311 ] |
| G R U D Z I E Ń       | 17    | Tropico 5: Waterborne                              | Win                                          | [ 312 ] |
| G R U D Z I E Ń       | 17    | Trine: Enchanted Edition                           | PS4                                          | [ 313 ] |
| G R U D Z I E Ń       | 17    | Kalimba                                            | XONE                                         | [ 314 ] |
| G R U D Z I E Ń       | 18    | Godzilla                                           | PS3                                          | [ 315 ] |
| G R U D Z I E Ń       | 18    | Metal Gear Solid V: Ground Zeroes                  | Win                                          | [ 316 ] |
| G R U D Z I E Ń       | 18    | Grand Theft Auto: Chinatown Wars                   | Android                                      | [ 317 ] |
| G R U D Z I E Ń       | 19    | Assetto Corsa                                      | Win                                          | [ 318 ] |
| G R U D Z I E Ń       | 19    | Fighting Edition                                   | PS3                                          | [ 319 ] |
| G R U D Z I E Ń       | 22    | Game of Thrones: A Telltale Games Series           | Android                                      | [ 320 ] |